# Still Got the Blues
Still Got the Blues è un album di Gary Moore, pubblicato nel 1990. Il nome dell'album rimanda all'omonimo brano inciso da Chuck Berry nell'album Chuck Berry on Stage
Quest'album testimonia il passaggio di Moore dall'heavy metal degli anni '80 al hard blues.

## Tracce
1. "Moving On" (Moore) – 2:38
2. "Oh, Pretty Woman" (Williams) – 4:24
3. "Walking by Myself" (Lane) – 2:55
4. "Still Got the Blues" (Moore) – 6:08
5. "Texas Strut" (Moore) – 4:50
6. "Too Tired" (Bihari, Davis, Watson) – 2:49
7. "King of the Blues" (Moore) – 4:34
8. "As the Years Go Passing By" (Malone) – 7:42
9. "Midnight Blues" (Moore) – 4:57
10. "That Kind of Woman" (Harrison) – 4:28
11. "All Your Love" (Rush) – 3:39
12. "Stop Messin' Around" (Green) – 3:52

## Formazione
- Gary Moore - chitarra, voce
- Don Airey - organo, tastiere
- Stuart Brooks - tromba
- Albert Collins - chitarra
- Bob Daisley - basso
- Raul d'Oliveira - tromba
- Brian Downey - batteria
- Martin Drover - tromba
- Andy Hamilton - sassofono
- George Harrison - chitarra, voce
- Nicky Hopkins - tastiere
- Albert King - chitarra
- Frank Mead - sassofono
- Nick Payn - sassofono
- Nick Pentelow - sassofono
- Andy Pyle - basso
- Graham Walker - batteria
- Mick Weaver - piano
- Gavyn Wright - chitarra